# Грегоріо Бласко
Грегоріо Бласко Санчес (ісп. Gregorio Blasco Sánchez, 10 червня 1909, Мундака — 31 січня 1983, Мехіко) — іспанський футболіст, що грав на позиції воротаря.
Виступав, зокрема, за клуб «Атлетик», а також національну збірну Іспанії.
Чотириразовий чемпіон Іспанії. Чотириразовий володар Кубка Іспанії з футболу. Чотириразовий чемпіон Мексики. Дворазовий володар Кубка Мексики.

## Клубна кар'єра
Народився 10 червня 1909 року в місті Мундака. Вихованець футбольної школи клубу «Аренас» (Гечо).
У дорослому футболі дебютував 1927 року виступами за команду клубу «Асеро де Олабеага», в якій провів один сезон.
Своєю грою за цю команду привернув увагу представників тренерського штабу клубу «Атлетик», до складу якого приєднався 1928 року. Відіграв за клуб з Більбао наступні вісім сезонів своєї ігрової кар'єри. За цей час чотири рази виборював титул чемпіона Іспанії.
Згодом з 1936 по 1946 рік грав у складі команд клубів «Еускаді» (збірна Країни Басків, що грала у чемпіонаті Мексики), «Реал Еспанья» та «Рівер Плейт».
Завершив професійну ігрову кар'єру у клубі «Атланте», за команду якого виступав протягом 1946—1947 років.
Помер 31 січня 1983 року на 74-му році життя у місті Мехіко.

## Виступи за збірні
1930 року дебютував в офіційних матчах у складі національної збірної Іспанії.
| № | Дата       | Місто  | Господарі      | Рахунок | Гості     | Візаві             |
| - | ---------- | ------ | -------------- | ------- | --------- | ------------------ |
| 1 | 30.11.1930 | Порту  | Португалія     | 0:1     | Іспанія   | Артур Камолаш      |
| 2 | 13.12.1931 | Дублін | Ірландія       | 0:5     | Іспанія   | Том Фаркухарсон    |
| 3 | 24.04.1932 | Ов'єдо | Іспанія        | 2:1     | Югославія | Йован Спасич       |
| 4 | 26.04.1936 | Прага  | Чехословаччина | 1:0     | Іспанія   | Франтішек Планічка |
| 5 | 03.05.1936 | Берн   | Швейцарія      | 0:2     | Іспанія   | Густав Шлегель     |

## Титули і досягнення
- Чемпіон Іспанії (4):

«Атлетик»: 1929–30, 1930–31, 1933–34, 1935–36
- Володар Кубка Іспанії з футболу (4):

«Атлетик»: 1930, 1931, 1932, 1933
- Чемпіон Мексики (4):

«Реал Еспанья»: 1940, 1942, 1945, 1947
- Володар Кубка Мексики (2):

«Реал Еспанья»: 1942, 1944